# Ligne de Joensuu à Kontiomäki
La ligne de Joensuu à Kontiomäki (finnois : Joensuu–Kontiomäki-rata) est une ligne de chemin de fer, à voie unique, du réseau de chemin de fer finlandais qui relie Joensuu à Kontiomäki .